# Scopula martharia
Scopula martharia là một loài bướm đêm trong họ Geometridae.